# USS McCampbell (DDG-85)

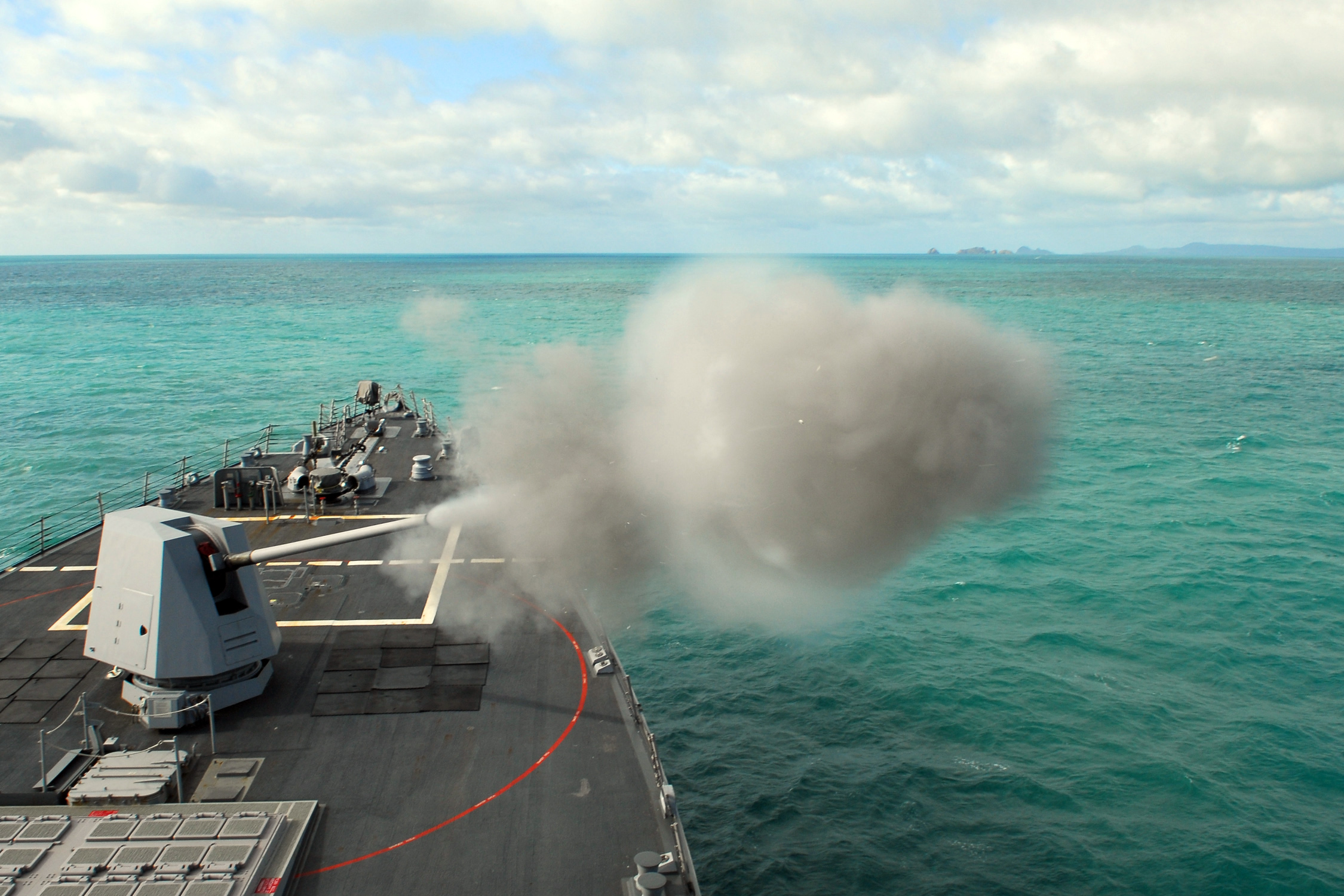
Exercício de tiro do USS McCampbell, com utilização de canhão MK 45 de 5 polegadas.

O USS McCampbell (DDG-85) é um contratorpedeiro da classe Arleigh Burke pertencente a Marinha de Guerra dos Estados Unidos.
O nome do navio é uma homenagem ao capitão David S. McCampbell (1910-1996), piloto naval da Marinha dos Estados Unidos com 34 vitórias aéreas durante a Segunda Guerra Mundial.

## História
Em março de 2006, o contratorpedeiro McCampbell colidiu com o mercante MV Rokya 1, no Golfo Pérsico, a sudeste da costa do Iraque. Como resultado da colisão dois marinheiros dos Estados Unidos e dois tripulantes do cargueiro sofreram ferimentos leves. Os navios danificados na proa permaneceram em condições de navegar.
Em março de 2011 o McCampbell foi o primeiro navio da Marinha dos Estados Unidos a prestar socorro na região nordeste de Honshu, Japão ajudando nos esforços de socorro após o terremoto de Tohoku de 2011. Em 13 de junho do mesmo ano em missão de patrulha intercetou o navio mercante MV Light de  bandeira da Coreia do Norte em rota para a Birmânia, suspeito de transportar mísseis.